# Differdange
Differdange (tiếng Luxembourg: Déifferdeng, tiếng Đức: Differdingen) là một thành phố ở phía tây nam Luxembourg. Differdange là một thành phố công nghiệp có các nhà máy sản xuất thép của Luxembourg, và nằm gần biên giới với Bỉ và Pháp. Thành phố nằm ở tổng Esch-sur-Alzette, là một phần của huyện Luxembourg.
Năm 2001, cập nhật, thị trấn Differdange, nằm ở trung tâm đô thị này, có dân số là 10.248 người. Các thị xã khác trong xã bao gồm Lasauvage, Niederkorn, và Oberkorn.